# Нью-Йорк таймс
«Нью-Йорк таймс» («Нью-Йорк таймз», англ. The New York Times, вимова: амер. [taɪmz] / брит. [tʌɪmz]) — найстаріша і третя за популярністю після «Волл-стріт джорнел» (англ. The Wall Street Journal) і «Ю-Ес-Ей тудей» (англ. USA Today) щоденна газета у Сполучених Штатах Америки. Заснована 18 вересня 1851 року, відтоді видають без перерви. Газета 112 разів вигравала Пулітцерівську премію, більше ніж будь-яке інше новинне видання. Як і основна частина американських газет, «Нью-Йорк таймс» було створена як регіональне видання. Однак концепція регіонального ЗМІ не завадила їй стати однією з найвпливовіших газет світу. Вебсайт «Нью-Йорк таймс» вважається одним з найпопулярніших новинних сайтів з відвідуваністю в 30 мільйонів осіб на місяць. Слоганом газети є фраза «Усі новини, гідні друку» (All the News That's Fit to Print), яка розташовується в лівому верхньому кутку на першій сторінці газети. Згодом, з появою сайту «Нью-Йорк таймс», цей слоган довелося переробити в «У нас новини, на які ви клікаєте» (All the News That's Fit to Click).
З середини 70-х, газета «Нью-Йорк таймс» істотно розширила організацію та свій зміст, додавши спеціальні щотижневі секції на різні теми, які доповнюють звичайні новини, редакційні статті, новини спорту. Нещодавно, вона була поділена на рубрики: Новини, Відгуки, Бізнес, Спорт, Наука, Мистецтво, Стиль, Будинок, Новини Нью-Йорка та інші. «Нью-Йорк таймс» залишалася газетою великого формату (в той час, як інші газети змінили свій формат і перейшли на формат таблоїда) і з 8 колонками протягом декількох років, тоді як більшість газет скоротила кількість колонок до 6. Також Нью-Йорк таймс була однією з останніх газет, яка застосувала кольорову фотографію, особливо на першій сторінці.

## Історія

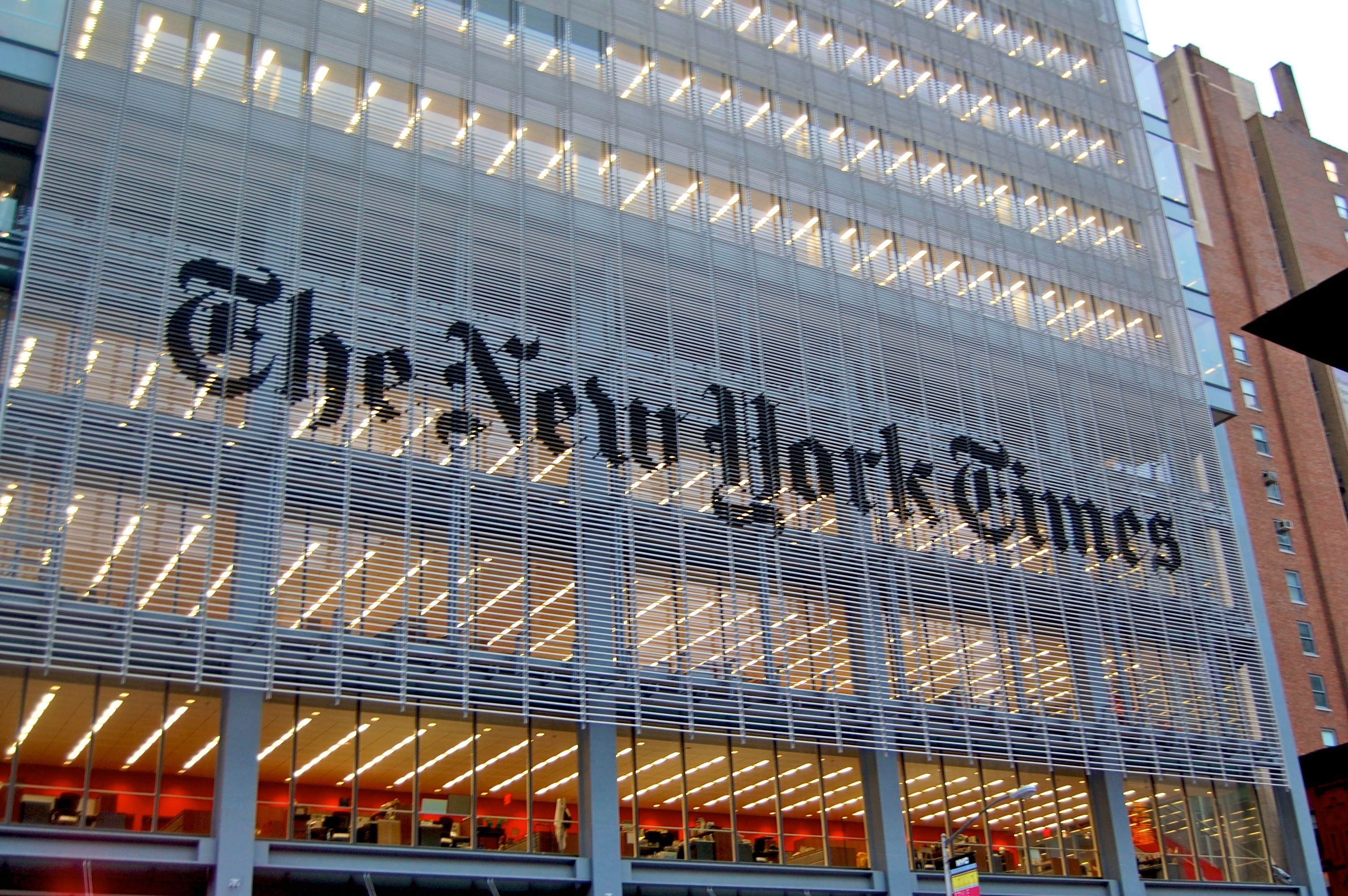
Будівля Нью-Йорк Таймс

«Нью-Йорк таймс» була заснована як «New-York Daily Times» 18 вересня 1851 року журналістом і політиком Генрі Джарвісом Реймондом (1820—1869), пізніше членом Партії Вігів і другим головою Республіканського Національного Комітету, і колишнім банкіром Джорджем Джонсоном. Незабаром вони продали газету за копійки (сьогоднішній еквівалент дорівнює 28 центам). Газета вкоротила свою назву до «The New-York Times» у 1857 році. У 1890-х роках дефіс в назві міста був прибраний. 21 квітня 1861 р. «Нью-Йорк таймс» відійшла від свого початкового розкладу випуску публікацій «Понеділок-субота» і приєдналася до інших великих щоденних газет, збільшивши тираж недільного номера й запропонувавши щоденне висвітлення теми громадянської війни. Головний офіс «Нью-Йорк таймс» був атакований під час Нью-Йоркського призовного бунту або Тижня
Заклику, спровокованого початком призову на обов'язкову військову службу в Північній Об'єднаної Армії в розпалі громадянської війни 13 липня 1863 року. Вплив газети зріс у період з 1870—1871 рік, коли вона опублікувала серію статей про викриття Вільяма Твіда, голови міської Демократичної партії, відомої в місті як «Tammany Hall» — що призвело до кінця панування в мерії Нью-Йорка «Tweed Ring's». У 1880-х «Нью-Йорк таймс» поступово відходить від редакційної підтримки кандидатів Республіканської партії, щоб стати політично незалежнішою та більш аналітичною газетою. 1884 року демократ Гровер Клівленд (колишній мер Баффало і губернатор штату Нью-Йорк) у своїй першій президентській кампанії підтримує газету. Хоча цей перехід коштував «Нью-Йорк таймс» втрати читачів, серед яких консерватори, бізнес-орієнтовані читачі, читачі вищих верств, але згодом газета відновила кількість читачів за кілька років і повільно набула репутації справедливої та неупередженої газети, особливо в 1890-х роках під керівництвом нового власника, видавця Адольфа Окса з Чаттануги, штат Теннессі.
Адольф Окс, видавець «Chattanooga Times», придбав «Нью-Йорк таймс» у 1896 році. Наступного року він придумав слоган газети: «Всі новини, гідні друку»(All the News That's Fit to Print), яка розташовується в правому верхньому куті на першій сторінці газети впродовж наступних 120 років. Це було ударом для газет-конкурентів, таких як газета Джозефа Пулітцера «New York World» та Вільяма Рендольфа Херста «New York Journal», що славилися своєю похмурістю, сенсаційністю і оцінними судженнями і неперевіреними фактами. У кінці століття їх почали називати «жовта преса» (жовта журналістика). Під керівництвом Окса, продовжуючи і розширюючи традиції Генрі Раймонда (які були ще з часів Джеймса Гордона Беннета в «New York Herald», який передував появі в Нью-Йорку Пулітцера і Херста) «The New York Times» домоглася міжнародного впливу, репутації та тиражу. 1904 року «The New York Times» отримала першу негайну відповідь на радіотелеграф про морську битву, звіт про знищення Імператорського російського Балтійського флоту в битві на Порті Артур у протоці Цусіма — Східне узбережжя Кореї в Жовтому морі, західній частині Тихого океану, під час російсько-японської війни (одна з найважливіших військово-морських битв, що змінила історію).
У 1910 році була проведена перша передача по повітрю в Філадельфії. Перша трансатлантична доставка по повітрю через дирижабль в Лондон відбулася в 1919 році. У 1920 р. Щоб цей документ опинився в руках у делегатів Республіканської партії надвечір, «4 AM Airplane Edition» було відправлено літаком в Чикаго.
У 1940 році газета «Нью Йорк таймс» розширила своє охоплення і масштаб. 1942 року регулярно почали з'являтися кросворди, а в 1946-му додався і розділ моди. «Нью-Йорк таймс» почала міжнародне видання в 1946 році. 1967 року Міжнародне видання припинило випуск через те, що «Нью-Йорк таймс» приєдналася до власників «New York Herald Tribune» і «The Washington Post», щоб опублікувати «International Herald Tribune» у Парижі. Газета купила класичну радіостанцію (WQXR) в 1946 році. На додачу до WQXR, газета також раніше володіла АМ- WQEW (1560 AM). Класичний музичний формат радіо одночасно транслювався на обох частотах до початку 1990-х років, коли біг-бенд і стандартні музичні формати WNEW-AM (зараз WBBR) перейшли з частоти 1130 AM на 1560. Радіостанція AM змінила літери назви з WQXR на WQEW. До початку 21-го століття Нью-Йорк таймс орендувала WQEW для ABC Radio для його формату Радіо Disney, яка мовить на 1560 AM. Дісней став власником WQEW у 2007 році. 14 липня 2009 року було оголошено, що WQXR продано WNYC, який 8 жовтня 2009 р. перейшов на хвилю 105,9 FM і почав використовувати станцію як некомерційну. Студію новин було оголошено переможцем Пулітцерівської премії в 2009 році «New York Times», яка стала третьою національною газетою за накладом після «USA Today» і «The Wall Street Journal». Газета належить «The New York Times Company», у якій нащадки Адольфа Окса відіграють провідну роль. 2009 року наклад газети впав на 7,3 відсотка до 928 000 примірників. Уперше з 1980 року тираж опустився до позначки нижче одного мільйона.
26 грудня 2010 року було повідомлено, що наклад газети «Нью-Йорк таймс» у будні дні склав 906 100 примірників і 1 356 800 примірників по неділях. В окрузі, районі Нью-Йорка, газета коштує 2,50 $ з понеділка по суботу і 5 $ у неділю.
Газета «Нью Йорк таймс» має не тільки свою штаб-квартиру, але й 10 бюро новин в регіоні Нью-Йорк, 11 національних інформаційних бюро і 26 зарубіжних інформаційних бюро. Нью-Йорк таймс скоротила ширину сторінки до 12 дюймів (300 мм) з 13,5 дюймів (340 мм), прийнявши 6 серпня 2007 ширину, яка стала стандартним форматом для всіх газет США. Через неухильне зниження продажів друкованого варіанта і зростання інтернет-версій засобів масової інформації та соціальних медіа газета переживає скорочення протягом кількох останніх років.
У липні 2022 року було оголошено про відкриття бюро видання у Києві, яке мало висвітлювати події російсько-української війни загалом та повномасштабного вторгнення зокрема.

### Будівля штаб-квартири
Перша будівля газети була розташована за адресою 113 Nassau Street в Нью-Йорку. 1854 року газета переїхала на 138 Nassau Street, а в 1858 році, вона переїхала на 41 Park Row. Це зробило «Нью Йорк таймс» першою газетою, що розміщувалась у будинку, зведеному спеціально для неї. 1904 року газета переїхала на Times Tower, розташований на 1475 Broadway, в районі під назвою Longacre Square, який пізніше перейменували на відомий Times Square на честь газети. Будівля також відрізняється електронною новинною стрічкою, відомою в народі як «Блискавка» («The Zipper»). На цій стрічці ззовні будівлі з'являються різні заголовки. Цей метод використовується й досі, але зараз ним керує інформаційне агентство Reuters. Після дев'яти років перебування офісу у вежі газети Таймс-сквер була зведена додаткова будівля на 229 West 43rd Street. Після декількох розширень, в 1960 році будівля на 43-й Street стала головною штаб-квартирою газети, а Times Tower на Бродвеї в наступному році продали. Він служив головною будівлею друкарні газети до 1997 року.
Десять років по тому «Нью-Йорк таймс» перевела свій відділ новин і штаб-квартиру із Західної 43-ї вулиці в блискучу нову вежу на 620 Восьмій авеню між Західною 40-й і 41-ю вулицями, на Мангеттені — просто навпроти Восьмої авеню. Нова штаб-квартира для газети, офіційно знана як The New York Times Building, але неофіційно багато мешканців Нью-Йорка називають її новою «Times Tower». Це хмарочос, побудований за проєктом Ренцо П'яно.

## Власник
У 1896 році Адольф Окс купив збиткову газету «Нью-Йорк таймс» і організував «New York Times Company». Відтоді була заснована одна із знаменитих газетних династій Окс-Сульзберґер. 1960 року, після того як видавець газети став публічною компанією, сім'я продовжує контролювати газету, маючи у власності контрольний пакет акцій класу Б. Власники акцій класу А мають обмежене право голосу. Така подвійна система дозволяє власникам продовжувати контролювати компанію після того, як вона стала публічною. Родині Окс-Сульзберґер належить 88 % акцій класу Б. Будь-які зміни, які проводяться в структурі компанії, газети, повинні проводиться і бути ратифікованим 6 з 8 директорів, які користуються довірою родини. Членами правління є: Daniel H. Cohen, James M. Cohen, Lynn G. Dolnick, Susan W. Dryfoos, Michael Golden, Eric MA Lax, Arthur O. Sulzberger, Jr. and Cathy J. Sulzberger.

## Кредити та інвестиції
20 січня 2009 року, «Нью-Йорк таймс» анонсував, що Карлос Слім, мексиканський телекомунікаційний магнат і друга у світі найбагатша людина, дав 250 $ мільйонів позики газеті «для того, щоб фінансувати його бізнес». Відтоді Слім зробив додаткові інвестиції в акції Times; посилаючись на Reuters, його позиція на 6 жовтня 2011 досягла позначки 8,1 % володіння акціями класу А.

## Відомі журналісти
- Волтер Дюранті — лауреат Пулітцерівської премії в журналістиці, очолював московське бюро «The New York Times». Заперечував Голодомор в Україні 1930-х років у своїх публікаціях
- Джейсон Блер (англ. Jayson Blair) — через плагіат та фабрикацію фактів в статтях був вимушений звільнитись в 2003 році.
- Джудіт Міллер (англ. Judith Miller) — стаття на першій шпальті газети про труби для збагачення урану, знайдені в Іраку, з посиланням на «анонімні джерела» стала одним із аргументів на користь війни в Іраку. Подальший аналіз показав, що знайдені труби не придатні для названих цілей. 2005 року була вимушена звільнитись через звинувачення в необ'єктивності.
- Серж Шмеман (Шмеман Сергій Олександрович) — лауреат Пулітцерівської премії в журналістиці, директор бюро «New York Times». Зокрема пише статті про Україну.

## Зміст газети
Газета «Нью-Йорк таймс» складається з трьох розділів:
1. Новини: Міжнародні, національні, столичні, бізнес, технології, наука, здоров'я, спорт, метрополітен, освіта, погода та некрологи.
2. Думки: Редакційні статті, нередакційні статті, листи до редакції.
3. Розваги: Мистецтво, кіно, театр, подорожі, гід по Нью-Йорку, їжа і вино, дім і сад, мода і стиль, кросворд.

Деякі розділи газети, такі як метрополітен, можна знайти лише у виданнях, що друкуються тільки в Нью-Йорку — Нью-Джерсі — Коннектикуті, а не в національних виданнях або в Washington. Крім щотижневого зведення перевидань карикатур з інших газет, New York Times не має свого власного персоналу аніматорів (карикатуристів), і не має сторінку коміксів чи розділу Комікси. У вересні 2008 року, Нью-Йорк таймс оголосила, що вона буде об'єднувати деякі рубрики у виданнях, надрукованих в районі Нью-Йорка. Проведені зміни: перемістили (прибрали) розділ метрополітен в основний розділ Міжнародні новини / Національні новини і також об'єднали розділ Спорту та Бізнесу (крім суботи до понеділка, коли спорт все одно друкується як окремий розділ). Об'єднання розділів, використовувані «Нью-Йорк таймс», дозволяють друкувати чотири розділи одночасно; тому що газета включає більше чотирьох розділів у всі дні, крім суботи, секції повинні бути надруковані окремо на початку тиражу і повинні бути об'єднані. Зміни дозволяють New York Times видавати, друкувати номери в чотирьох розділах з понеділка по середу, на додаток до суботи. У березні 2014 року, Ванесса Фрідман була названа «директором моди і головним критиком моди» Нью-Йорк таймс.

## Стиль газети
При зверненні до читачів, New York Times як правило, використовує шанобливе звертання. «Нью-Йорк таймс» була однією з останніх газет, яка схвалила кольорову фотографію; і перша кольорова фотографія на першій сторінці з'явилася 16 жовтня 1997. Найбільш важлива подія або історія за день зазвичай з'являється у верхній правій колонці на головній сторінці. Параметри тексту встановлюється такі: розмір 8,7 і шрифт Imperial. Вступивши в список найбільших американських газет в останні десять років, в який входять також USA Today, The Wall Street Journal і The Washington Post,
18 липня 2006 року, «Нью-Йорк таймс» оголосила, що вона зменшує розмір ширини своєї газети до шести дюймів. В епоху зменшення кількості тиражу і значних втрат доходів від реклами для більшості друкованих версій американських газет, це зміна, крок, який призведе до 5 % зниження охопленням новин, матиме цільові заощадження в розмірі $ 12 млн на рік для видавництва. Незабаром газета змінила формат і перейшла від традиційних 54 дюймів (1,4 м) широкоформатного стилю до компактнішої 48-дюймової версії (12-дюймовий ширини сторінки). «Нью-Йорк таймс» надрукувала оголошення демонстраційної реклами на першій сторінці 6 січня 2009 року, порушуючи традицію газети. Реклама для CBS була кольоровою і на всю ширину сторінки. Газета пообіцяла, що вона буде розміщувати рекламу на 1-й сторінці тільки на нижній її половині. У серпні 2014 року New York Times вирішила збільшити кількість використання терміна «катування» у статтях, розповідях про суворі допити, відходячи від попередніх описів допитів як «суворі» або «жорстокі».

## Репутація та нагороди
«Нью-Йорк таймс» встановила зв'язки на регіональному рівні з 16 офісами в регіоні Нью-Йорк, на національному з 11 бюро в США, і на світовому рівні з 26 іноземними новинними бюро. «Нью-Йорк таймс» отримала 114 Пулітцерівських премій — це більше, ніж будь-яка інша газета. Премія присуджується за видатні досягнення в галузі журналістики в різних категоріях. New York Times також чотири рази отримувала нагороду Пібоді (Peabody Awards), що також включає особисто одну нагороду для Джека Гулда в 1956 році.

## Інтернет-версія
Інтернет видання «Нью-Йорк таймс» з'явилося в 1996 році, і займає одне з провідних місць і є топовим вебсайтом. Доступ деяких статей вимагає реєстрації, хоча цей процес можна обійти в деяких випадках через Таймс RSS-канали. На березень 2005 року перегляд сторінок веб склав 555 млн.
Домен nytimes.com привернув увагу принаймні 146 мільйонів відвідувачів щороку за даними за 2008 рік, згідно з дослідженнями Compete.com. Вебсайт New York Times займає 59-е місце за кількістю унікальних відвідувачів, з більш ніж 20 мільйонами унікальних відвідувачів на березень 2009, що робить його найвідвідуванішим сайтом з усіх газет.
Крім того, станом на травень 2009 року nytimes.com створила 22 з 50 найпопулярніших блогів газет. У вересні 2005 року газета вирішила почати сервіс на основі підписок на щоденні колонки в програмі, відомої як Times Select, що дозволило охопити раніше вільні стовпці. До тогочасу, як програма була усунена, Times Select коштував $ 7,95 на місяць або $49,95 на рік, хоча також друкована електронна копія була безкоштовна для передплатників, студентів та викладачів.
17 вересня 2007 року «Нью-Йорк таймс» оголосило, що припиняє стягувати плату за доступ до частин свого вебсайту. На додаток до відкриття майже всього сайту для всіх читачів, New York Times дозволив доступ до новинного архіву з 1851 року по 1922 рік. Доступ до розділу Преміум Кросворди пропонує доставку на будинок або підписки за $ 6,95 на місяць або $ 39,95 на рік. New York Times була розроблена для iPhone і IPod Touch в 2008 і в 2010 році для пристроїв Ipad. New York Times була також першою газетою, яка пропонувала відео ігри, як частину редакційних матеріалів.
У 2010 році за допомогою програми CAPTCHA були оцифровані старі видання «Нью-Йорк таймс».
У 2012 році «Нью-Йорк таймс» представила новинний сайт китайською мовою, cn.nytimes.com. 15 жовтня «Нью-Йорк таймс» оголосила, що вона, додасть новинний сайт португальською мовою в наступному році.
У березні 2013 року, «Нью-Йорк таймс» і National Film Board of Canada оголосили про партнерство під назвою «A Short History of the Highrise», який створить чотири короткометражних документальних фільмів для інтернету про життя у висотних будівлях в рамках проєкту Highrise.
Третій проєкт в серії, «A Short History of the Highrise» виграв премію Пібоді в 2013 році. Online контент доступний через лімітований платний доступ, який було розпочато в 2011 році. Перші десять статей в місяць, можливо було читати безкоштовно, а додаткові статті вже вимагали підписки.
Сайт газети був зламаний 29 серпня 2013, Сирійською електронною групою хакерів, яка підтримує уряд президента Сирії Башара аль-Асада.

## Мобільна версія
«The Times Reader» — це цифрова версія The New York Times. Вона була створена завдяки співпраці між газетою New York Times і Microsoft. The Times Reader приймає принципи журналістського друку і застосовує їх до мовлення в режимі онлайн. The Times Reader використовує ряд технологій, розроблених Microsoft і їх командою Windows Presentation Foundation. Технології були представлені у квітні 2006 року в Сіетлі Артуром Оксом Сульзберґером-молодшим, Біллом Гейтсом і Томом Бодкін.
У 2009 році, The Times Reader 2.0 була переписана в Adobe AIR. У грудні 2013 року, газета повідомила, що додаток The Times Reader припинить свою роботу 6 січня 2014 року, і закликала користувачів додатку почати використовувати програму «Today's Paper». 2008 року New York Times створила додаток для iPhone і Ipod Touch, яке дозволило користувачам завантажувати статті на свій мобільний пристрій, що дало можливість читати газети, навіть коли користувачі не могли отримати сигнал.
У квітні 2010 року, «Нью-Йорк таймс» оголосила, що почне видавати щоденний контент через додаток Ipad. Станом на жовтень 2010 року, додаток New York Times IPad — доступно у вільному доступі без плати за підписку і є підтримкою реклами. 2010 року газета також запустила додаток для Android смартфонів.

## Зупинки друку
У зв'язку зі святами, номера не були надруковані 23 листопада 1851 року, 2 січня 1852 року, 4 липня 1852 року, 2 січня 1853 року та 1 січня 1854 року. Через страйк, «Нью-Йорк таймс» не була надрукованою в наступні періоди: 9 грудня 1962 року по 31 березня 1963 рік тільки західне видання було опубліковано у зв'язку зі страйком в 1962—1963 в Нью-Йорку. 10 серпня 1978 по 5 листопада 1978 року, страйкарі завдали удару і закрили три великі газети New York City. Не одне видання The New York Times не було надруковано. За два місяці страйків, з'явилася пародія на газету The New York Times і була видана в Нью-Йорку, яка називалася «Not The New York Times», за допомогою таких особистостей як Карл Бернстайн, Крістофер Серф, Тоні Хендра і Джордж Плимптон.

## Політичні переваги
Згідно з даними опитування громадської думки, проведеного в 2007 році Rasmussen Reports, торкаючись політичних переконань ЗМІ, 40 % респондентів вважає, що Таймс має ліберальні переваги, 20 % опитаних вважають, що у газети немає політичного забарвлення, і 11 % людей вірять, що газета має консервативний ухил. У грудні 2004 року, Університет Каліфорнії провівши дослідження дав газеті The New York Times бал 63,5 за 100-бальною шкалою, 0 — найконсервативніший ухил і 100 — найліберальніший ухил.
Special Report, вечірня програма на Fox News, в порівнянні, отримала 39,7 бали. У середині 2004 року, громадський редактор газети Деніел Окрент, написав думку, в якій він сказав, що Нью-Йорк таймс мала ліберальний ухил у висвітленні новин деяких соціальних питань, таких як аборти і дозвіл одностатевих шлюбів. Він також заявив, що цей ухил відображається в космополітизмі газети. Д. Окрент не став коментувати детально питання про упередженість у висвітленні інших «важливих політичних новин», таких як питання податково-бюджетної політики, зовнішньої політики, або питання громадянських свобод, але заявив, що висвітлення газетою теми війни в Іраку було недостатньо критичним з боку адміністрації Буша.

## Критика
На адресу видання «Нью-Йорк таймс» неодноразово лунала критика. Так, наприклад, колумніст Джек Андерсон став жертвою операції КДБ з дезінформації, ТУКАН, та послався на сфабрикований лист як свідчення причетності ЦРУ до брудних моментів операції «Кондор».

### Заперечення Голодомору
«Нью-Йорк таймс» було піддано критиці за роботу репортера Волтера Дюранті, який обіймав посаду начальника Московського бюро “Нью-Йорк Таймс” з 1922 по 1936 рік. Дюранті написав у 1931 році серію статей і репортажів про Радянський Союз і отримав Пулітцерівську премію за свою роботу на той час; однак його критикували за заперечення масового голоду, особливо українського голоду в 1930-х роках[95][96][96][97][98]. У 2003 році, після засідання ради Пулітцерівської премії, розслідування відновилося, «Нью-Йорк таймс» найняла Марка фон Хагена, професора російської історії в Колумбійському університеті, щоб він переглянув роботи Дюранті. Фон Хаген зробив висновки, що роботи Дюранті незбалансовані та неаргументовані, і що занадто часто можна побачити підтримку сталінської пропаганди. У коментарях для преси він заявив: «Заради честі “Нью-Йорк таймс”, вони повинні повернути приз назад»[99].

### Висвітлення Палестино-ізраїльського конфлікту
Монографія про дослідження проведене CAMERA, доходить висновку, що висвітлення арабо-ізраїльського конфлікту в Нью-Йорк таймс упереджене на користь палестинців, та уникає згадок контр-аргументів.
Дослідження «Осуд Ізраїлю — Висвітлення Палестино-Ізраїльського конфлікту в Нью-Йорк таймс, 1 липня — 31 грудня 2011 року» (англ. Indicting Israel - New York Times Coverage of the Palestinian-Israeli Conflict - A July 1 – December 31, 2011 Study є частиною серії монографій Комітету за точність висвітлення подій на Близькому сході в Америці (англ. Committee for Accuracy in Middle East Reporting in America, CAMERA) 2012 року. В підсумковому розділі, написаному Рікі Холландером (англ. Ricki Hollander) та Жіладом Іні (англ. Gilead Ini), сказано, що основним висновком дослідження є виявлення незбалансованого, сталого, наскрізного засудження Ізраїлю, яке домінує в розділах новин та коментарів. Також, у висновках йдеться про те, що «точка зору Ізраїлю отримує менше уваги, аніж палестинців, особливо критика Ізраїлю не просто посилена, а навіть підтримується.» Дослідження охопило всі статті в розділах новин та колонки редактора в друкованій версії газети, що безпосередньо стосуються палестино-ізраїльського конфлікту (1 липня — 31 грудня 2011 року).

### Війна в Іраку
Через рік після початку війни в Іраку газета «Нью-Йорк таймс» стверджувала, що деякі з її статей не були настільки ж строгими, як вони повинні були бути, і були досить кваліфікованими і часто надмірно залежними від інформації від Іракської сторони, яка бажала зміни режиму.
Репортер Джудіт Міллер пішла у відставку після критики, що її стаття напередодні війни в Іраку була фактично неточною і надмірно сприятливою для позиції адміністрації Буша, в чому пізніше New York Times вибачився. Один з основних джерел Міллер був Ахмед Челебі, іракський експатріант, який повернувся до Іраку після американського вторгнення і займав ряд посад в державних органах з травня 2005 року по травень 2006 року.

### Балканський і анти-сербський ухил
Колишній журналіст «Нью-Йорк таймс» Даніель Сімпсон піддав критиці ухил газети в уявленнях війни в Югославії в 1990-х роках. Особливо критично він був налаштований через анти-сербський ухил газети і опублікував книгу "Грубе керівництво до темної сторони: або чому я залишив свою роботу в «Нью-Йорк таймс», в якій він пояснює відповідні питання. Він також стверджував, що йому було запропоновано повідомити про передбачувану торгівлю зброєю масового ураження між Сербією і Іраком, які виявилися помилковими, а його спроби в написанні нейтральніших статей, були відхилені.

### Друга світова війна
4 листопада 2001 року, в 150-ювілей «Нью-Йорк таймс», колишній виконавчий редактор Макс Френкель написав про те, що до і під час Другої світової війни, Таймс проводила послідовну політику мінімізації статей про Голокост в своїх новинних сторінках. Лорел Лефф, доцент факультету журналістики Північно-Східного університету, дійшла висновку, що газета Таймс недостатньо висвітлювала геноцид євреїв. Її книга 2005 року «Buried by the Times» показує, що Нью-Йорк таймс часто друкувала історії про переслідування євреїв не на перших популярних сторінках, а глибоко всередині газети. Лорел Лефф пояснювала цей факт і недолік  частково складними особистими і політичними поглядами єврейського видавця газети, Артура Гейса Сульзберґера, на євреїв, антисемітизм і сіонізм.
Під час війни, журналіст New York Times Вільям Л. Лоуренс був «на зарплаті військового відомства».

### Російське вторгнення в Україну (2022)
13 березня 2022 року, поблизу м. Ірпеня на Київщині, військовослужбовцями ЗС Росії було вбито 51-річного колишнього кореспондента «Нью-Йорк таймс» Брента Рено. Колегу вбитого кореспондента, також журналіста зі США, було поранено. Відповідно, «Нью-Йорк таймс» заявило, що вбитий кореспондент не працював в Україні на їхнє завдання та висловило жаль через його вбивство.
У січні 2024 видання зазнало критики через підігруванні російській пропаганді щодо війни проти України. Зокрема, командир роти "Птахи Мадяра" Роберт Бровді звинуватив газету в злочинному маніпулюванні в гонитві за сенсацією та гонорарами. У соцмережі Твіттер видання назвали The New Ork Times, обігравши слово "орк", прізвисько російських окупантів.

### Плагіат
У травні 2003 року репортер «Нью-Йорк таймс» Джейсон Блер (Jayson Blair) був змушений піти у відставку, після того як він був спійманий на плагіаті і фабрикації елементів його оповідань у газеті. Розслідування виявило, що понад половину із 73 статей, опублікованих у 2002—2003 роках, «репортер» написав не з місця подій, а за матеріалами місцевих видань. Деякі критики стверджують, що походження Блера було головним фактором у його прийомі на роботу і початкове небажання The New York Times звільняти його.

### «Кирзбекистан»
7 січня 2015 року журналіст «Нью-Йорк таймс» Джон Бранч у статті про альпініста Томмі Колдуелла, описуючи його викрадення в 2000 році на Памірі, назвав країну не Киргизстан, а Кирзбекистан (Kyrzbekistan). Для міфічної держави блогери миттєво створили історію, культуру, визначні пам'ятки, у мережі з'явилися «офіційні» сайти держави, сайти, присвячені туризму у Кирзбекистані тощо.

## Цікаві факти
При виробництві газети використовується, поряд з комерційним, і вільне програмне забезпечення.
До вересня 1976 року газета «Нью-Йорк таймс» залишалася у форматі восьми колонок, через роки після того, як інші газети вже перейшли на формат шести. Також вона була однією з останніх газет, які застосовували кольорові фотографії. Перша кольорова фотографія на першій шпальті цієї газети з'явилася в 1997 році. При відсутності основного заголовку найбільш важлива історія дня з'являється вгорі правої колонки на першій смузі.